# Milena (prénom)
Pour les articles homonymes, voir Milena (homonymie).
Milena est un prénom d'origine slave. Il est avant tout populaire en Arménie, Tchéquie et dans les Balkans, mais aussi en Italie et en Espagne.

## Étymologie
Le prénom Milena est basé sur la racine slave mil (« chère », « gracieuse », « aimable », « clémente »). Selon d'autres interprétations, il s'agit de la contraction des prénoms Marie et Hélène ou Marie et Madeleine, qui en français ont donné le prénom Mylène.
C'est la forme féminine de Milen ou Milan. 

## Jour de fête
- Tchéquie : 24 Janvier
- Slovaquie : 9 Avril
- Pologne : 24 Mai et 24 Janvier
- Allemagne : 21 Avril
- France : 22 Mai

## Variantes
| - Mila - Milana - Milanka - Milenka - Mileva - Milica - Milija | - Milijana - Milina - Milka - Milonja - Milunia - Milutinka |

## Personnes portant ce prénom

### Milena
- Milena Agus (1959-), écrivaine italienne
- Milena Baisch (1976-), auteure de livres pour la jeunesse de langue allemande
- Milena Busquets (1972-), Traductrice, journaliste et romancière espagnole
- Milena Canonero (1946-), costumière italienne
- Milena Trente (1975-), actrice française
- Milena Duchková (1952-), plongeuse sportive tchécoslovaque
- Milena Dvorská (1938-2009), actrice tchèque
- Milena Michiko Flašar (1980-), écrivaine allemande d'ascendance japonaise
- Milena Govich (1976-), actrice américaine
- Milena Jesenská (1896-1944) écrivaine tchécoslovaque et compagne de Franz Kafka[2]
- Milena Karas (1982-), actrice et doubleuse allemande
- Milena Milani (1917-2013), artiste, auteure et journaliste italienne
- Milena Moser (1963-), écrivaine suisse
- Milena Nikolić (1992-), footballeuse bosniaque
- Milena Nikolova (1984-), écrivaine bulgare
- Milena Oda (1975-), écrivaine tchèque de langue allemande
- Milena Pavlović-Barili (1909-1945), artiste-peintre et poète yougoslaves-serbe
- Milena Pires (1966-), femme politique du Timor oriental
- Milena Preradovic (1962-), journaliste et présentatrice allemande
- Milena Raičević (1990-), handballeuse du Monténégro
- Milena Rezková (1950-2014), plongeuse sportive tchèque
- Milena Rosner (1980-), joueuse polonaise de volley-ball
- Milena Strnadová (1961-), sprinteuse tchèque
- Milena Trendafilowa (1970-), haltérophile bulgare
- Milena Vučić (1986-), chanteuse pop du Monténégro
- Milena de Monténégro (Milena Vukotić ; 1847-1923), princesse et reine du Monténégro
- Milena Vukotic (1935-), actrice italienne
- Milena Vuković (1985-), footballeuse serbe
- Mila Kunis (1983-), actrice

### Milana
- Milana Špremo (* 1991), joueuse de tennis serbe
- Milana Vayntrub (* 1987), actrice, comédienne, auteure et productrice ouzbek

## Sources
- (de) Cet article est partiellement ou en totalité issu de l’article de Wikipédia en allemand intitulé « Milena (Vorname) » (voir la liste des auteurs).